# Клейтон, Рашелл
Рашелл Клейтон (англ. Rushell Clayton; род. 18 октября 1992) — ямайская легкоатлетка, которая специализируется в барьерном беге на 400 метров, призёр чемпионата мира 2023 года.

## Биография
Бронзовая призёрка в беге на 400 метров с барьерами на чемпионате NACAC 2014 года. 21 июля 2019 года она выиграла свои первые соревнования Бриллиантовой лиги — бег на 400 метров на Sainsbury’s Anniversary Games, доведя свой личный рекорд до 54,16 секунды. На Чемпионате мира по лёгкой атлетике 2019 года завоевала «бронзу» в беге на 400 метров с барьерами, поставив новый личный рекорд в 53,74 секунды. Она также заняла третье место на Панамериканских играх 2019 года, показав время 55,53 секунды. Рашелл тренирует Окил Стюарт.
В 2023 году на чемпионате мира по лёгкой атлетикев Будапеште Рашелл выиграла бронзу в беге на 400 метров с барьерами с результатом 52,81 секунды.